# John Horgan
John Joseph Horgan (Victoria, 7 de agosto de 1959 – 12 de novembro de 2024) foi um político canadense, que serviu como primeiro-ministro da Colúmbia Britânica entre julho de 2017 e novembro de 2022. Foi líder do novo Partido Democrata da Colômbia Britânica entre 2014 e 2022.

## Vida
Horgan nasceu e foi criado em Victoria, Colúmbia Britânica. Ele frequentou a Reynolds Secondary School em Saanich, antes de se mudar para Peterborough, Ontário, para frequentar a Trent University, onde conheceu sua esposa, Ellie, e se formou como Bacharel em Artes em 1983. Horgan estudou na Austrália na Universidade de Sydney, obtendo um mestrado em história em 1986 antes de retornar ao Canadá para trabalhar em política e políticas públicas.  Horgan foi eleito para a Assembleia Legislativa da Colúmbia Britânica em 2005.
Em junho de 2006, ele foi nomeado crítico da oposição para a energia e minas no gabinete paralelo da líder do NDP, Carole James, tendo anteriormente atuado como crítico da oposição para a educação. Em janeiro de 2011, ele anunciou sua candidatura à liderança do BC NDP na eleição de liderança de 2011, terminando em terceiro. Após a eleição da liderança, ele foi nomeado crítico oficial da oposição para energia e líder da oposição.
Em 17 de março de 2014, ele anunciou sua candidatura na eleição de liderança de 2014, com o slogan "Liderança Real. Para todos BC". Durante a campanha, ele falou longamente sobre a necessidade de equilibrar a necessidade de empregos e desenvolvimento de recursos, protegendo o ambiente natural de BC.  Horgan foi aclamado para o cargo em 1º de maio de 2014 e foi oficialmente empossado como líder do partido em 5 de maio de 2014.
Nas eleições provinciais de 2017 realizadas em 9 de maio de 2017, o governo liberal da primeira-ministra Christy Clark foi reduzido para 43 assentos, um assento a menos da maioria. Em 29 de maio de 2017, foi anunciado que o NDP e o Partido Verde da Colúmbia Britânica haviam chegado a um acordo de confiança e fornecimento no qual os Verdes apoiariam um governo minoritário do NDP por quatro anos.  Depois que a legislatura foi convocada, Clark buscou sua confiança no governo liberal. Após uma moção de desconfiança em 29 de junho de 2017, que foi vencida (44-42) pelos votos combinados dos membros do NDP e dos Verdes, a vice-governadora Judith Guichon recusou o pedido de Clark para uma eleição antecipada e convidou o NDP a formar um governo minoritário.  Posteriormente, Horgan sucedeu Clark como primeiro-ministro da Colúmbia Britânica. Horgan foi o primeiro primeiro-ministro do NDP do BC desde Ujjal Dosanjh em 2001.
Em 21 de setembro de 2020, Horgan convocou uma eleição antecipada realizada em 24 de outubro. Em 8 de novembro, com a contagem final dos votos concluída, o NDP conquistou um recorde de 57 assentos com a maior parcela do voto popular na história do partido e formou um governo majoritário pela primeira vez desde as eleições gerais de 1996.  O resultado da eleição fez de Horgan o primeiro primeiro-ministro do NDP de dois mandatos da Colúmbia Britânica.  Durante seu segundo mandato, Horgan se tornou o primeiro-ministro mais antigo do BC NDP na história da província.
Em 28 de junho de 2022, Horgan anunciou que deixaria o cargo de primeiro-ministro e líder do NDP assim que um novo líder fosse escolhido.  Horgan foi sucedido por David Eby em 18 de novembro de 2022. Em 1º de novembro de 2023, o primeiro-ministro Justin Trudeau anunciou que Horgan seria nomeado embaixador do Canadá na Alemanha. Horgan apresentou suas credenciais ao presidente alemão em 8 de dezembro.  Ele serviu no cargo até sua morte em novembro de 2024.

## Morte
Horgan morreu em 12 de novembro de 2024, aos 65 anos, no Royal Jubilee Hospital em Victoria.